# (26088) 1985 QF1
1985 كيو أف 1 (ويعرف أيضًا باسم (26088) 1985 كيو أف 1 وفق تسمية الكوكب الصغير) (بالإنجليزية: 1985 QF1)‏ هو كويكب ضمن حزام الكويكبات؛ وترتيبه 26088 من حيث الاكتشاف.
اكتُشف هذا الجُرم الفلكي بواسطة اليانور إف. هيلين في 17 أغسطس 1985.

## وصلات خارجية
- (26088) 1985 QF1 في قاعدة بيانات مختبر الدفع النفاث لأجرام النظام الشمسي الصغيرة

- الاكتشاف · مخطط المدار ·  العناصر المدارية · المعلمات المادية

- (26088) 1985 QF1 على موقع ويكي سكاي: DSS2, SDSS, GALEX, IRAS, Hydrogen α, X-Ray, Astrophoto, Sky Map, Articles and images